# Solskyddsfaktor
Solskyddsfaktor är ett mått på solskyddsförmågan för hudapplicerade solskyddsmedel. Solskyddsfaktorn anger hur många gånger längre tid man kan vistas i solen med solskyddsmedel än utan, och anges i SPF (sun protection factor) enligt EU-kommissionens rekommendation. Enligt EU-kommissionens rekommendation år 2006 är lägsta SPF-värdet för solskyddsmedel 6.
Exempelvis betyder "SPF 15" att 1/15 av den aktuella delen av UV-strålningen kommer att nå huden, förutsatt att solskyddsmedel appliceras jämnt och rikligt (2 mg per kvadratcentimeter). Detta innebär att om en person utvecklar solbränna på 10 minuter utan att använda solskyddsmedel, kommer samma person i samma intensitet av solljus att utveckla solbränna av samma grad efter 150 minuter om man använt ett solskyddsmedel med SPF 15. Det är viktigt att notera att solskyddsmedel med högre SPF inte blir kvar på huden längre eller förblir effektiva på huden längre än lägre SPF, och måste alltså kontinuerligt återappliceras enligt instruktioner.
Solskyddsmedlen delas in i fyra kategorier:
- Lågt skydd: SPF 6–10
- Medelhögt skydd: SPF 15–25
- Högt skydd: SPF 30–50
- Mycket högt skydd: SPF 50+

Vilken solskyddsfaktor man bör använda beror på hudtyp, utomhusaktivitet och geografiskt läge.